# Vogelmuschel
Die Vogelmuschel (Pteria hirundo) ist eine Muschel-Art in der Familie der Flügelmuscheln (Pteriidae) aus der Ordnung der Ostreida.

## Merkmale
Das etwas ungleichklappige, recht flache Gehäuse ist schief-eiförmig mit einer Maximalgröße von 11 Zentimetern. Die rechte Klappe ist flach bis leicht gewölbt, die linke Klappe ist stärker gewölbt. Das Gehäuse ist länger als hoch. Die größte Höhe wird im hinteren Teil des Gehäuses erreicht. Der Wirbel sitzt nahe dem vorderen Ende und ist nach vorne eingekrümmt. Der lange Dorsalrand ist gerade und hinten und vorne zu langen flügelähnlichen Fortsätzen (Ohren) ausgezogen. Der hintere Fortsatz ist bei erwachsenen Tiere oft mehrfach so lang wie der vordere Fortsatz, bei juvenilen Exemplaren ist der Fortsatz kürzer. Die hintere Bucht zwischen Ohr und Gehäusekörper ist gewöhnlich tief, bei juvenilen Exemplaren flacher. Das Hinterende ist eng gerundet. Der Vorderrand ist nur mäßig gerundet und geht ohne Änderung der Krümmung in den Ventralrand über. Unterhalb des vorderen Ohrs der rechten Klappe befindet sich eine Öffnung für den Byssus. Der Innenrand des Gehäuses ist glatt.
Das Kardinalfeld (Schloss) besitzt eine flache dreieckige Ligamentgrube, die etwa ein Drittel des Dorsalfeldes einnimmt. Das Schloss der rechten Klappe weist unterhalb des Wirbels eine kleine Grube auf, in die ein kleiner Tuberkel der linken Klappe greift.
Die gelblich-graue bis hellgraue Schale ist fest, aber spröde, der Rand ist schuppig. Oft zeigen die Gehäuse auch dunkelbraune radiale Bänder oder auch Runzeln. Die Oberfläche des Gehäuses ist mit konzentrischen Runzeln und Schuppen versehen. Das Periostracum ist braun bis rotbraun, oft abblätternd, und kann am Gehäuserand zu Haaren verlängert sein. Die Innenseite irisiert blauweiß.
Der vordere Schließmuskel ist komplett reduziert. Der hintere Schließmuskel liegt nun fast zentral und ist mit dem Byssusretraktormuskel verschmolzen, der nur noch als dorsale Ausbeulung des Schließmuskels zu sehen ist. Die Mantellinie ist ganzrandig und relativ weit vom Gehäuserand entfernt.
Rechte und linke Klappe des gleichen Tieres:

Rechte Klappe
Linke Klappe

## Geographische Verbreitung und Lebensraum
Die Vogelmuschel kommt im östlichen Atlantik von Südengland bis nach Angola vor, im westlichen Atlantik von Massachusetts bis vor die Küste Brasiliens. Sie kommen auch in den Gewässern um die Azoren und den Kanarischen Inseln vor. Sie leben dort in Tiefen von etwa 10 bis 290 Meter Wassertiefe. Sie sind mit Byssusfäden angeheftet an Hartgründen, aber auch an Fächerkorallen und Algen.

## Taxonomie
Carl von Linné beschrieb das Taxon 1758 erstmals als Mytilus hirundo. Es ist die Typusart der Gattung Pteria Scopoli, 1777 durch Monotypie. Das World Register of Marine Species listet zahlreiche Synonymie: Avicula aculeata Risso, 1826, Avicula anglica Brown, 1827, Avicula britannica Leach, 1852, Avicula communis Lamarck, 1801, Avicula falcata Lamarck, 1819, Avicula gruneri Dunker, 1872, Avicula jeffreysi Dunker, 1872, Avicula marmorata Reeve, 1857, Avicula nitida A. E. Verrill, 1881, Avicula plicatula Dunker, 1872, Avicula signata Reeve, 1857, Avicula tarentina Lamarck, 1819, Avicula undata Dunker, 1872, Avicula verrilli Cossmann, 1912, Avicula versicolor Dunker, 1872, Avicula vitrea Reeve, 1857, Pinctada apus Röding, 1798 und Pinctada brunnea Röding, 1798.

## Belege

### Online
- Marine Bivalve Shells of the British Isles: Pteria hirundo (Linnaeus, 1758) (Website des National Museum Wales, Department of Natural Sciences, Cardiff)